# Win a Date with Tad Hamilton!
Win a Date with Tad Hamilton!, amerikansk långfilm från 2004.

## Handling
Rosalee jobbar i en livsmedelsaffär i en håla i West Virginia med kompisarna Pete och Cathy. Pete är vansinnigt förälskad i henne men det har hon aldrig förstått. På internet hittar Rosalee en tävling där man kan få åka till Hollywood och gå på dejt med en av Hollywoods snyggaste skådespelare, Tad Hamilton. Rosalee vinner tävlingen och får flyga till Los Angeles för dejten. Några dagar efter att Rosalee kommit hem igen dyker plötsligt Tad Hamilton upp, förälskad i henne.

## Om filmen
Svenska Dagbladets recensent Jeanette Gentele skrev: "Har man behov av något jättesnällt och absolut menlöst ska man se den här filmen. (18 juni 2004). I Expressen skrev Jenny Rickardson vid den svenska premiären: "Regissören Luketic lyckas med lätt hand ro ihop en söt film av återvunna idéer som egentligen förtjänade ett sämre öde.". I Sverige sågs filmen på bio av 894 personer.

## Skådespelare
- Kate Bosworth - Rosalee
- Topher Grace - Pete
- Josh Duhamel - Tad Hamilton
- Ginnifer Goodwin - Kathy, Rosalees och Petes kompis
- Kathryn Hahn - Angelica, bartender
- Stephen Tobolowsky - George Ruddy - Petes chef
- Nathan Lane - Richard Levy, Tads manager
- Sean Hayes - Richard Levy, Tads assistent
- Gary Cole - Henry, Rosalees pappa
- Octavia Spencer - Janine, anställd på Piggly Wiggly